# 旧土岐家住宅洋館
旧土岐家住宅洋館（きゅうときけじゅうたくようかん）は、群馬県沼田市上之町の大正ロマンエリアにある西洋館である。
大正時代後期に華族の土岐章子爵によって現在の東京都渋谷区広尾に建てられたものだが、平成に入り土岐家がかつて大名として治めていた所縁がある沼田市に移築された。登録有形文化財。

## 歴史

### 土岐章の経歴
土岐家は、上野国沼田藩主の12代の頼知の時に明治維新を迎え、維新後、華族の子爵家に列した。明治に土岐家は東京・赤坂の江戸見坂にあった旧江戸屋敷に本拠を移し、別邸を沼田に置いた。1892年（明治25年）、頼知の子・章が生まれる。明治30年代、財産を失った頼知は赤坂の本邸と沼田の別邸を売り払い、東京の北千住で再出発した。
章が東京府立第一中学校を卒業する前後にこの激変にあったとみられ、すぐに東京帝国大学に進まずに千葉高等園芸学校に進学。さらに明治法律学校を中退したのちに帝大に入学し、発酵学を学んだ。
1917年（大正6年）に卒業したのちは独立し、仲間とともにパンの製造販売業を立ち上げた。事業としては失敗するのだが、木村屋を始め製パン業界の人脈を得る。共通の知人の紹介で貞子と結婚すると、貞子の実家の近くの日本橋三越前でハチブドー酒を扱う近藤利兵衛の近藤商会に入社。発酵学の研究のため同社より二度にわたりドイツに派遣されたが、その留守中に関東大震災に見舞われる。

### 土岐家住宅の完成
被災当時は土岐家は北千住から高樹町に移っていたが、帰国した章は広尾に土地を取得し、1924年（大正13年）8月に新たな邸宅を起工。同年12月に完成した。当初は木造2階建の洋館部と平屋の和館部を連接させた大規模な邸宅であったが、昭和50年代前半に和館部を解体した後に鉄骨造り2階建ての主屋が建てられた。1979年（昭和54年）に章が死去した後は、1988年（昭和63年）秋まで妻の貞子が1階の和室に暮らしていたが、同年冬からは使用されなくなっていた。

### 移築
1989年（平成元年）、章の子の實光より沼田市に対して寄贈の申し出があり、翌1990年（平成2年）8月に沼田市西倉内町の沼田公園に移築され、郷土人物資料館として公開された。1997年（平成9年）11月5日には、国の登録有形文化財に登録された。
沼田公園の再整備及び沼田城跡の発掘調査のため、2020年（令和2年）に市内上之町の国道120号（本町通り）沿いに移築された。隣接地には生方記念文庫や2016年（平成28年）に市内材木町から移築された旧沼田貯蓄銀行があった旧土岐家住宅本館と同様に沼田公園内にあった旧日本基督教団沼田教会紀念会堂も2020年に移築され、大正期の建築物が立ち並ぶ街並みによって大正ロマンエリアが形成されている。館内は有料で一般公開されている。

## 建築
設計は伊藤平三郎、施工は森田錠三郎。当時のドイツで流行していたユーゲント・シュティール様式を基調とし、塊のような大きな屋根と、そこに開けられた牛の目状の換気窓 (Oeil-de-boeuf) 、石積みのテラスなどに特徴がみられる。
黒灰色の天然スレート葺で、傾斜の急な屋根には唐破風のような牛の目窓がアクセントとなっている。2階外壁は茶色ペンキ仕上げの下見板張り。裾広がり状とすることで窓の彫りを深く見せ、窓の下には花台が設えられている。1階外壁は黄土色のドイツ壁仕上げ、その下の基礎部は自然石乱積み張りで壁面の意匠に変化を付けている。玄関や応接間の窓にはアーチ状の装飾が施されている。
1階・2階とも洋室と和室がある擬洋風建築の一つであるが、洋間の壁や天井は白の漆喰仕上げとし、明治期の西洋館とは異なり華美な装飾は避け、充足した生活のための内部意匠を優先した。

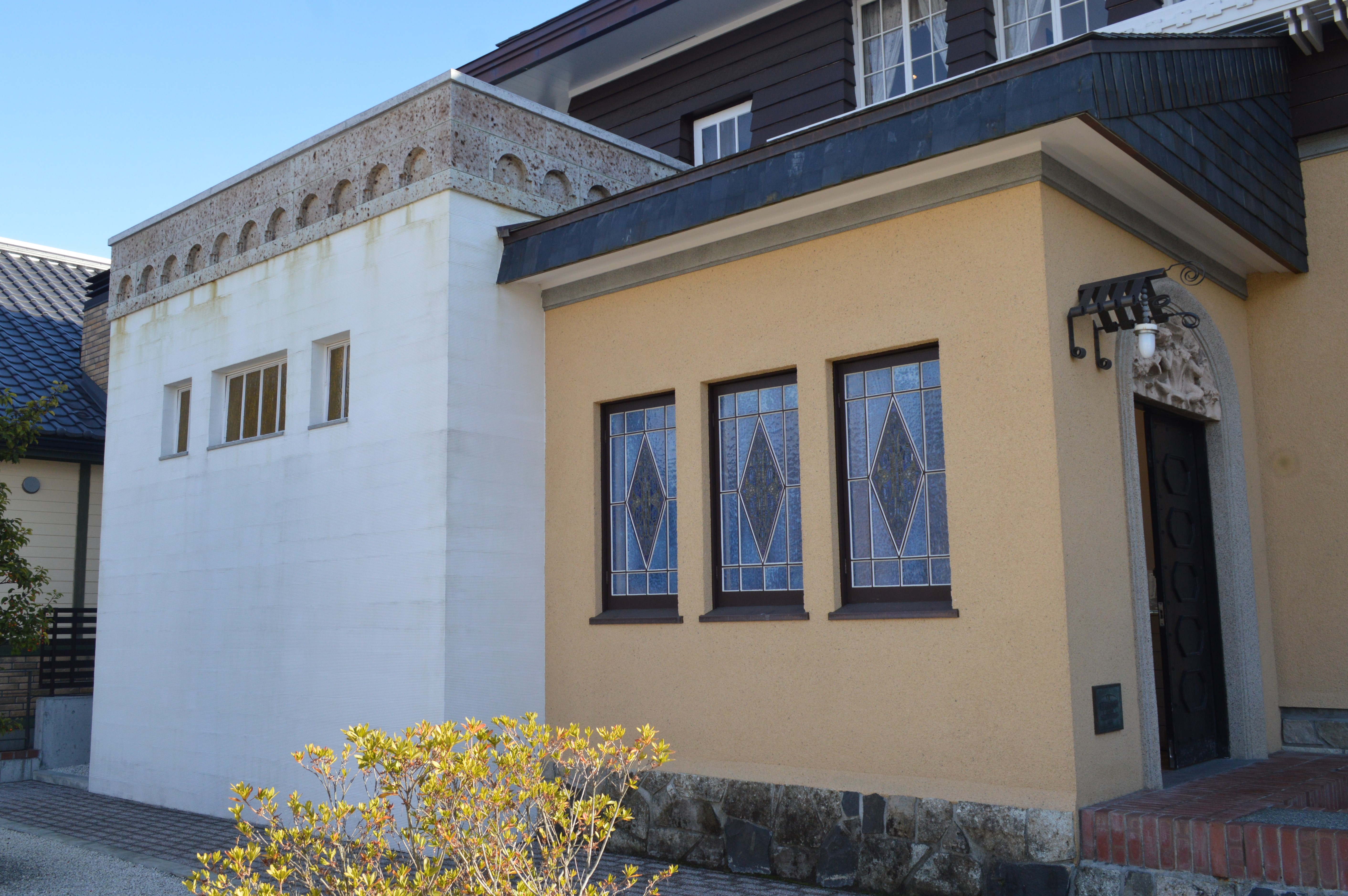
玄関周辺の装飾
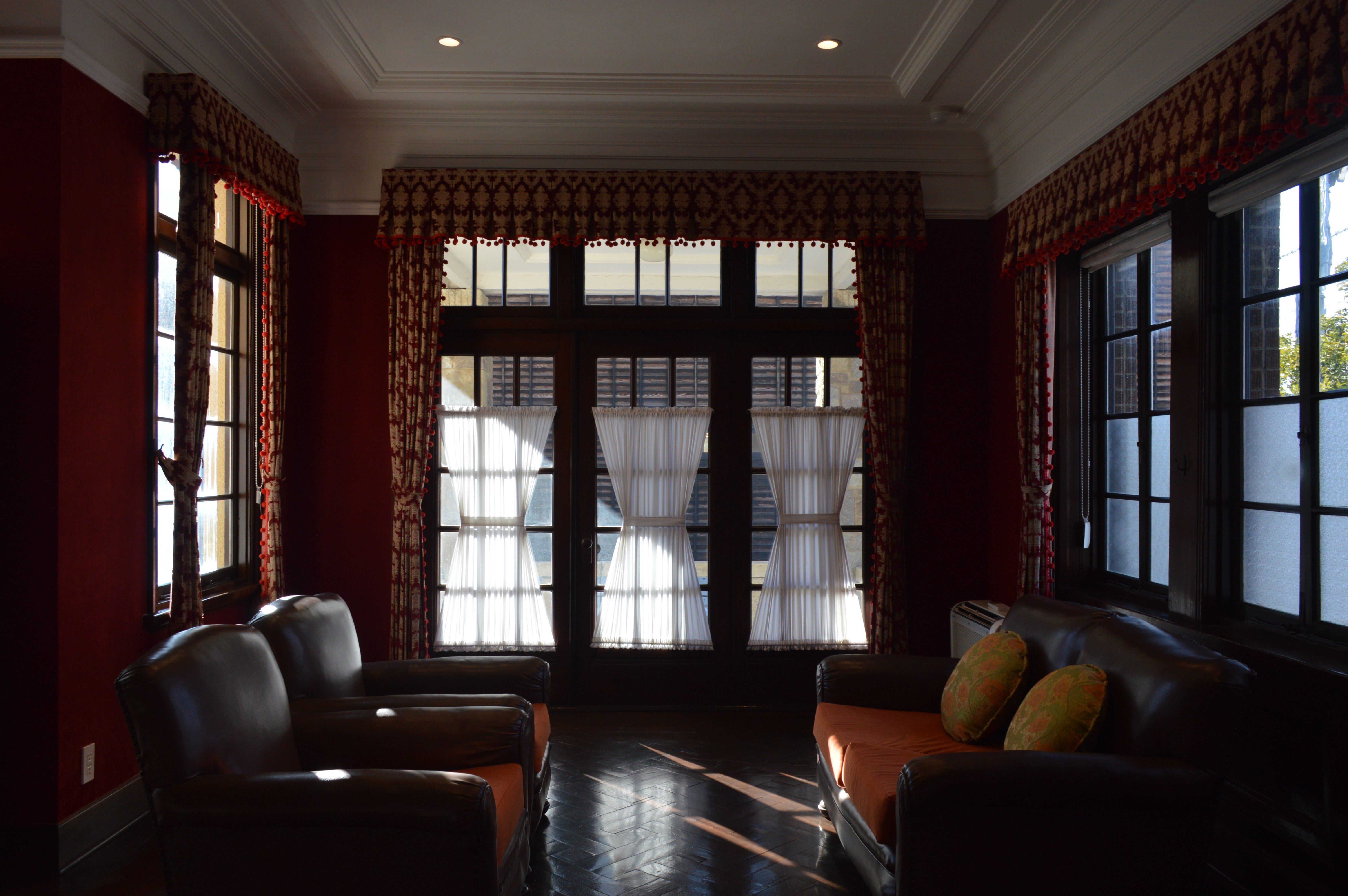
1階の応接室
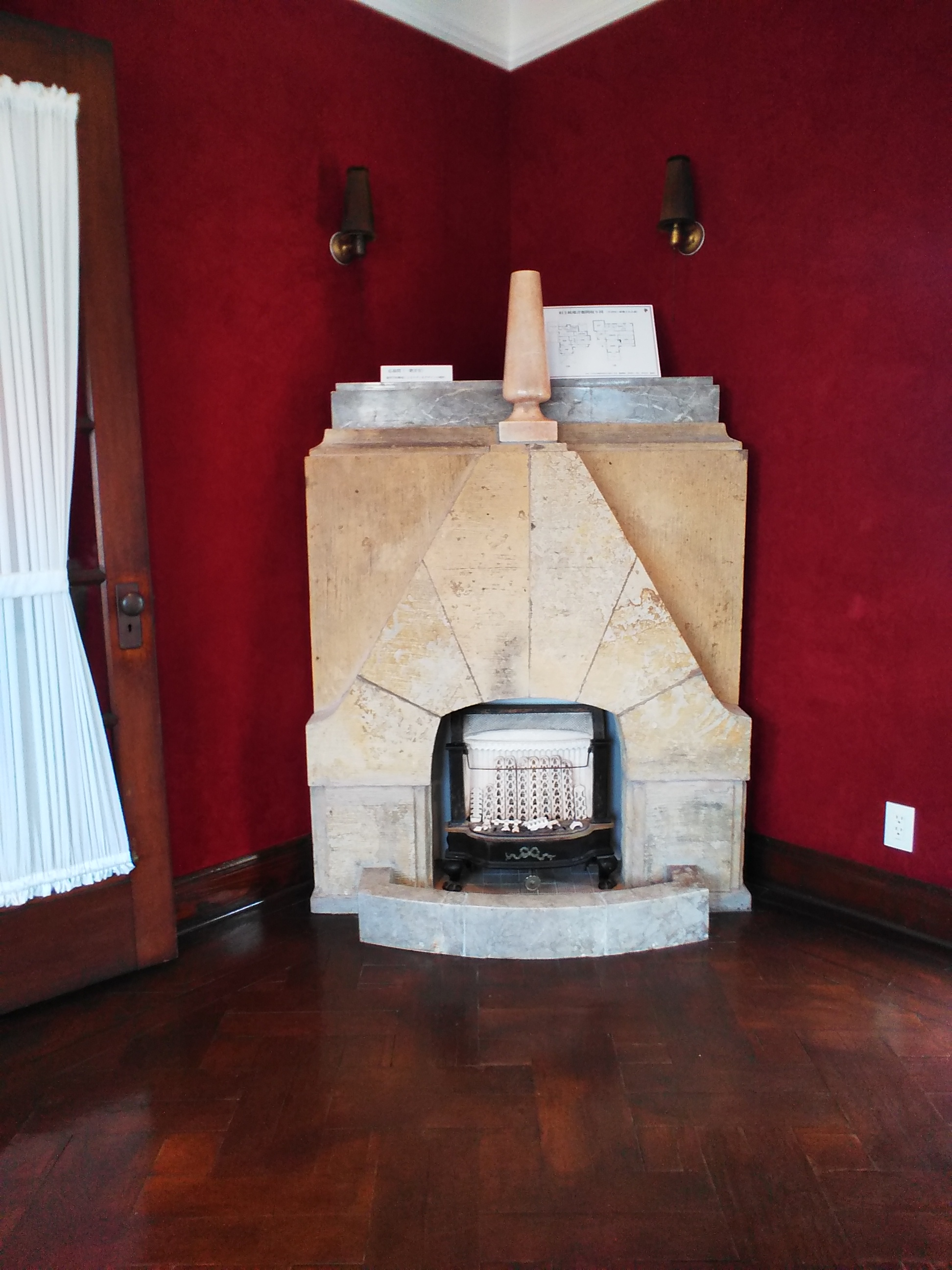
1階の応接室の暖炉
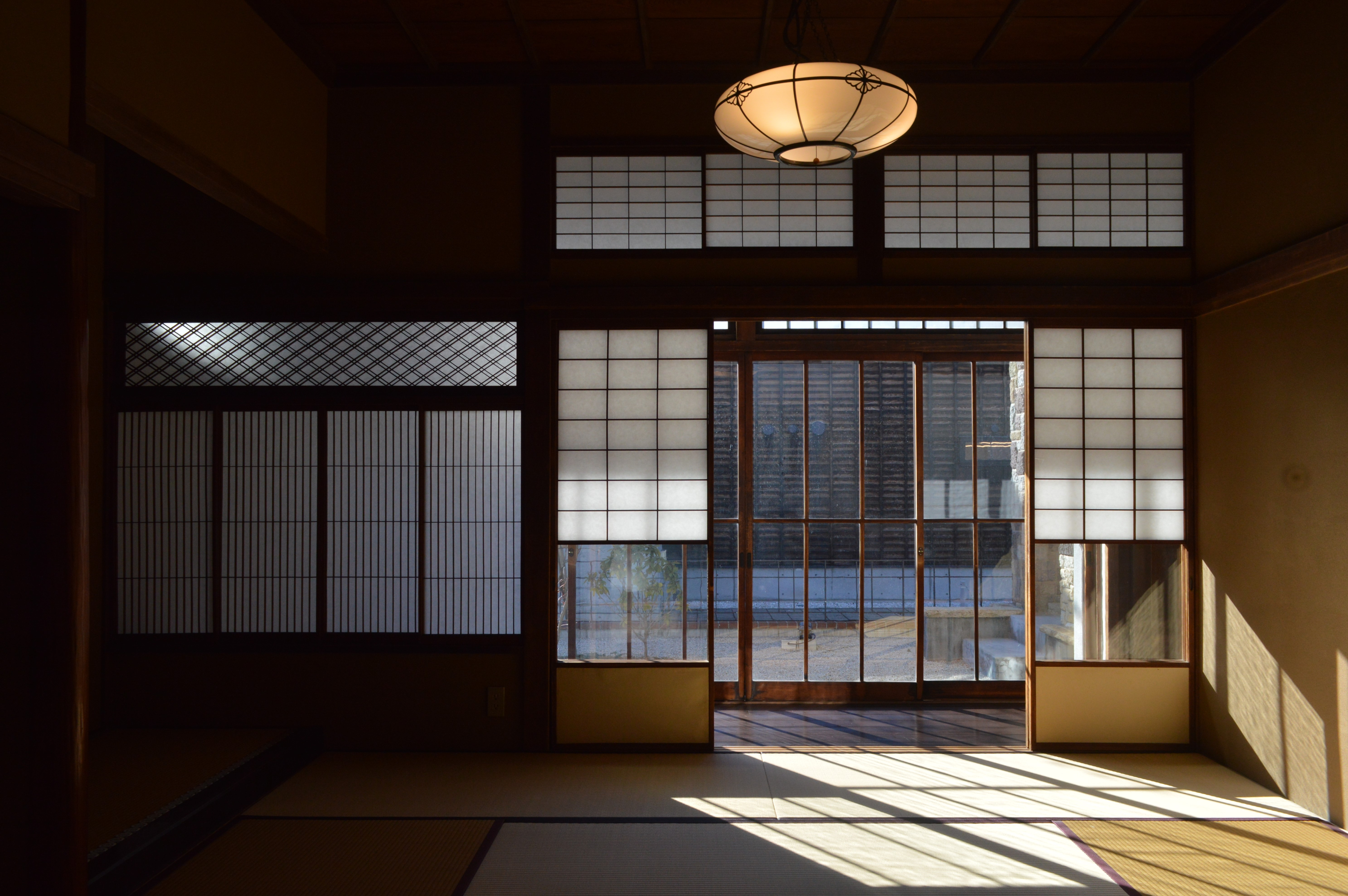
1階の和室
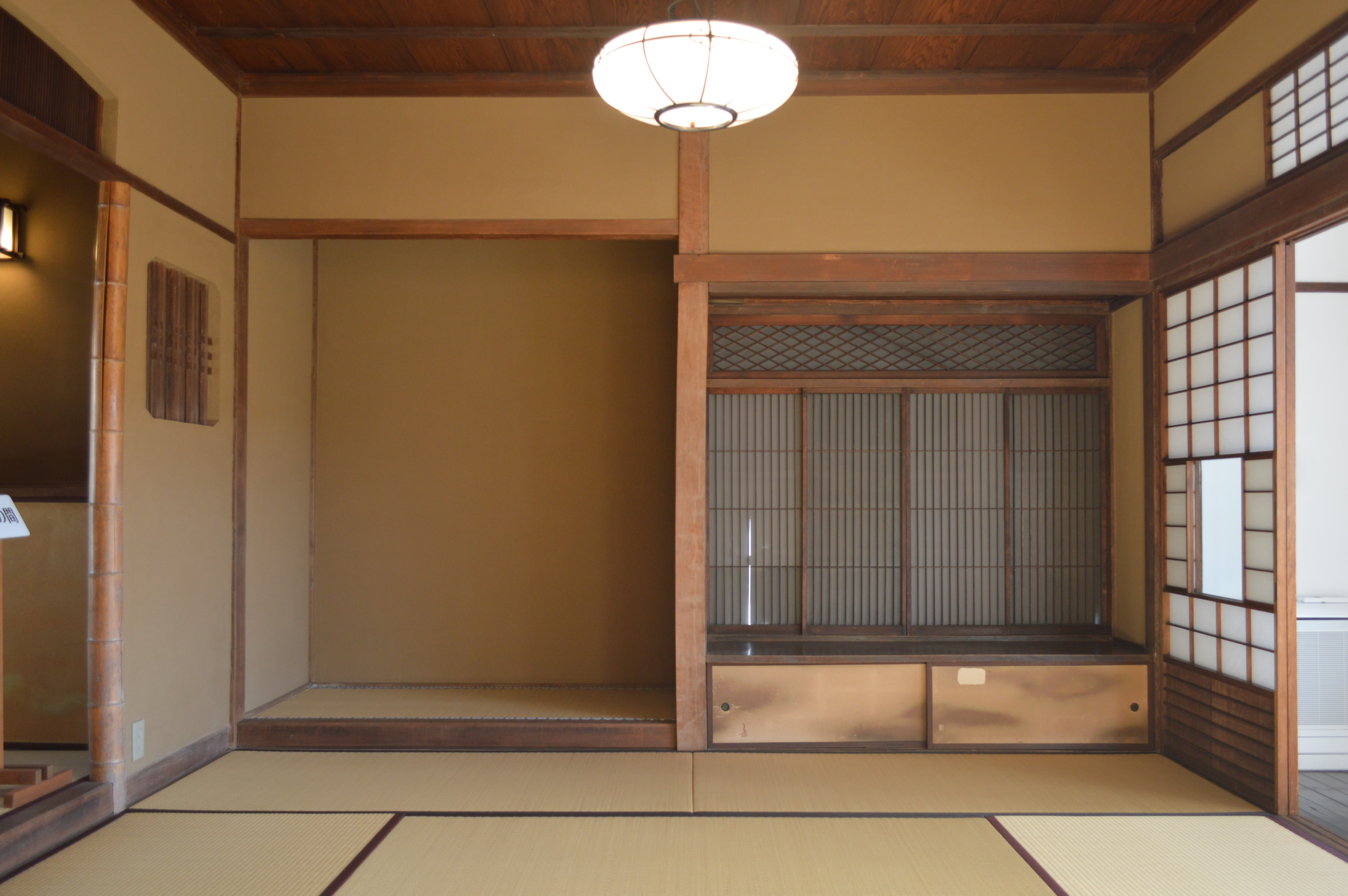
2階の和室
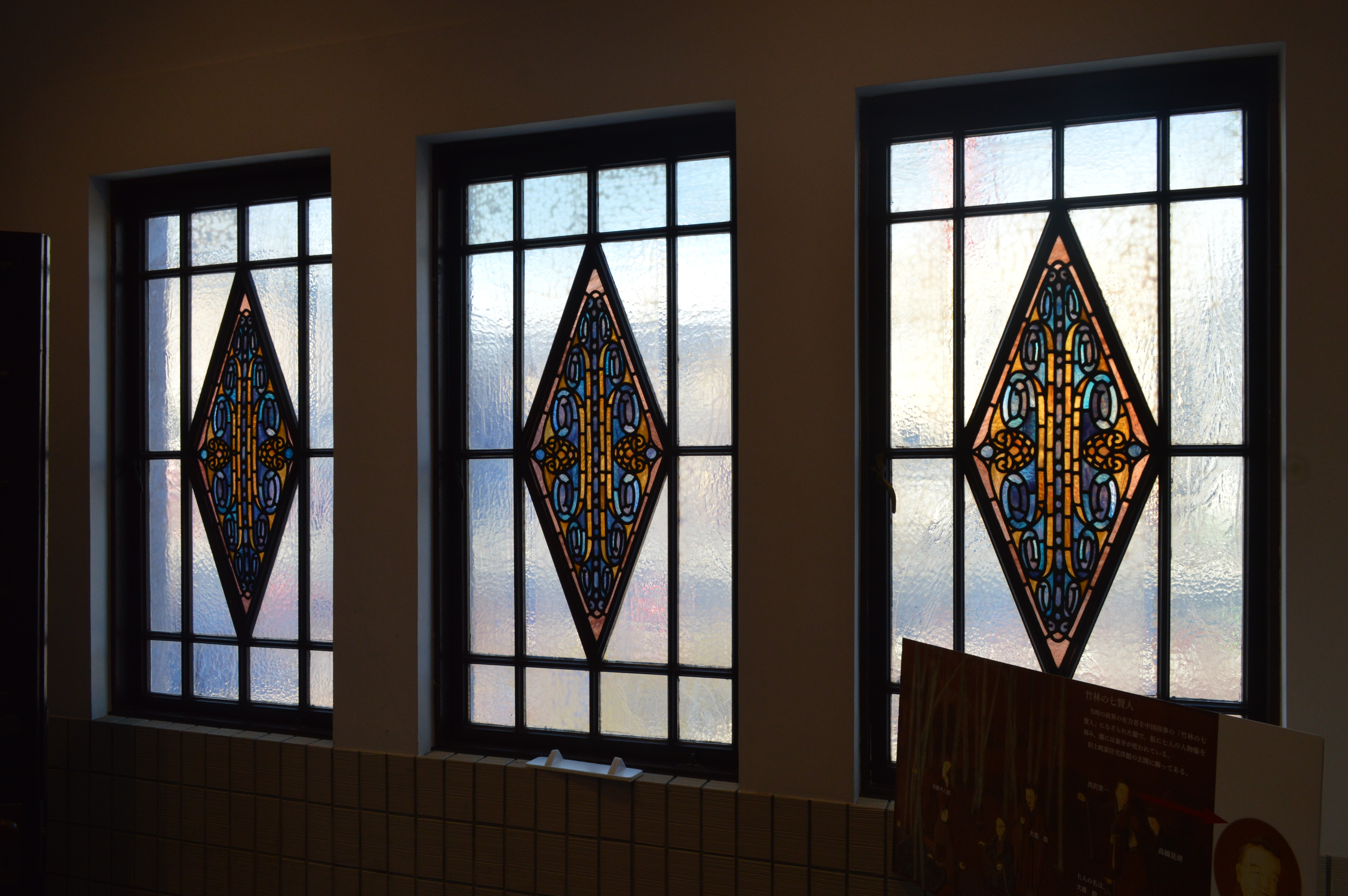
玄関ホールのステンドグラス
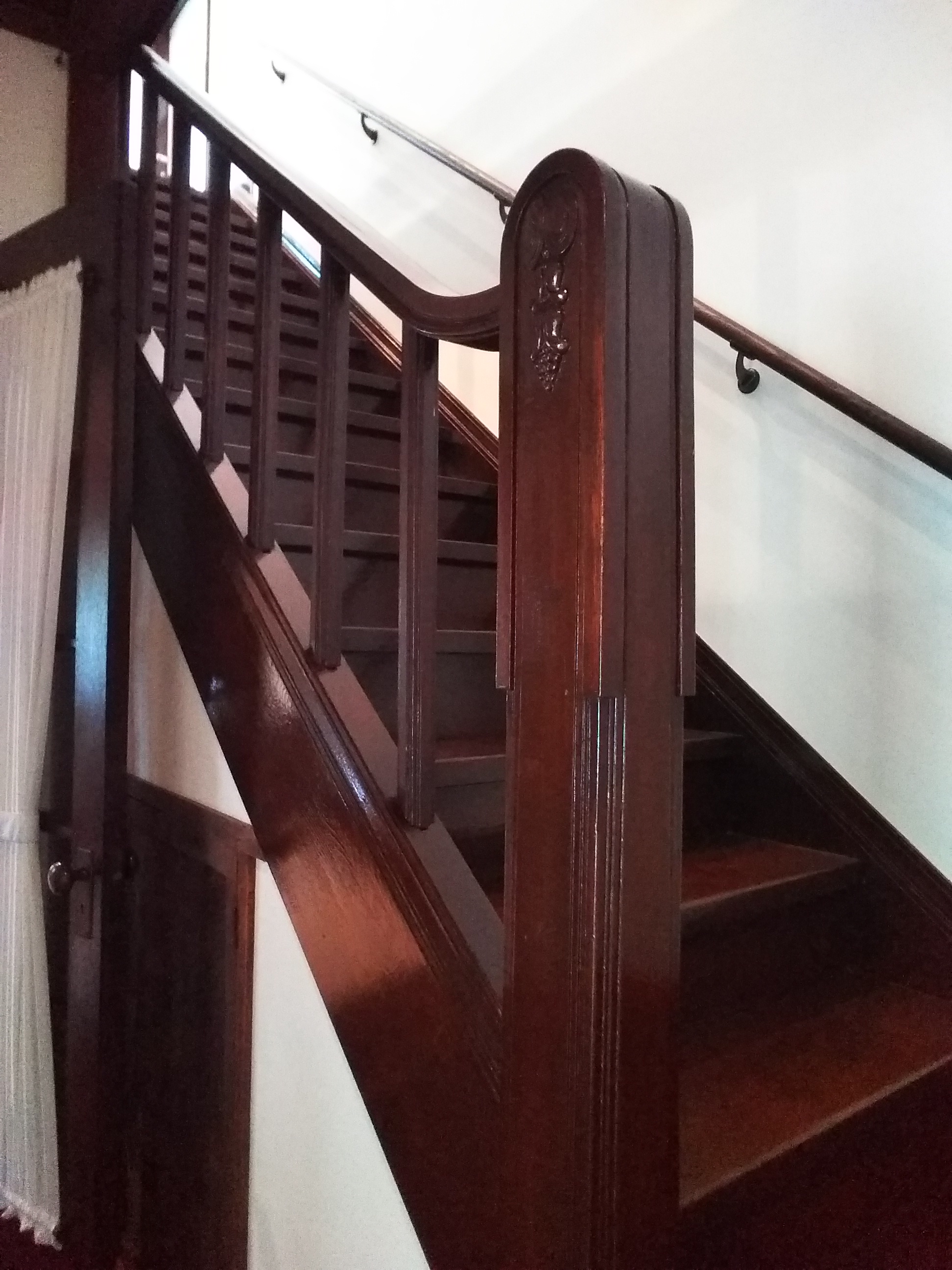
ユーゲント・シュティール様式の一端が見られる階段の親柱の意匠
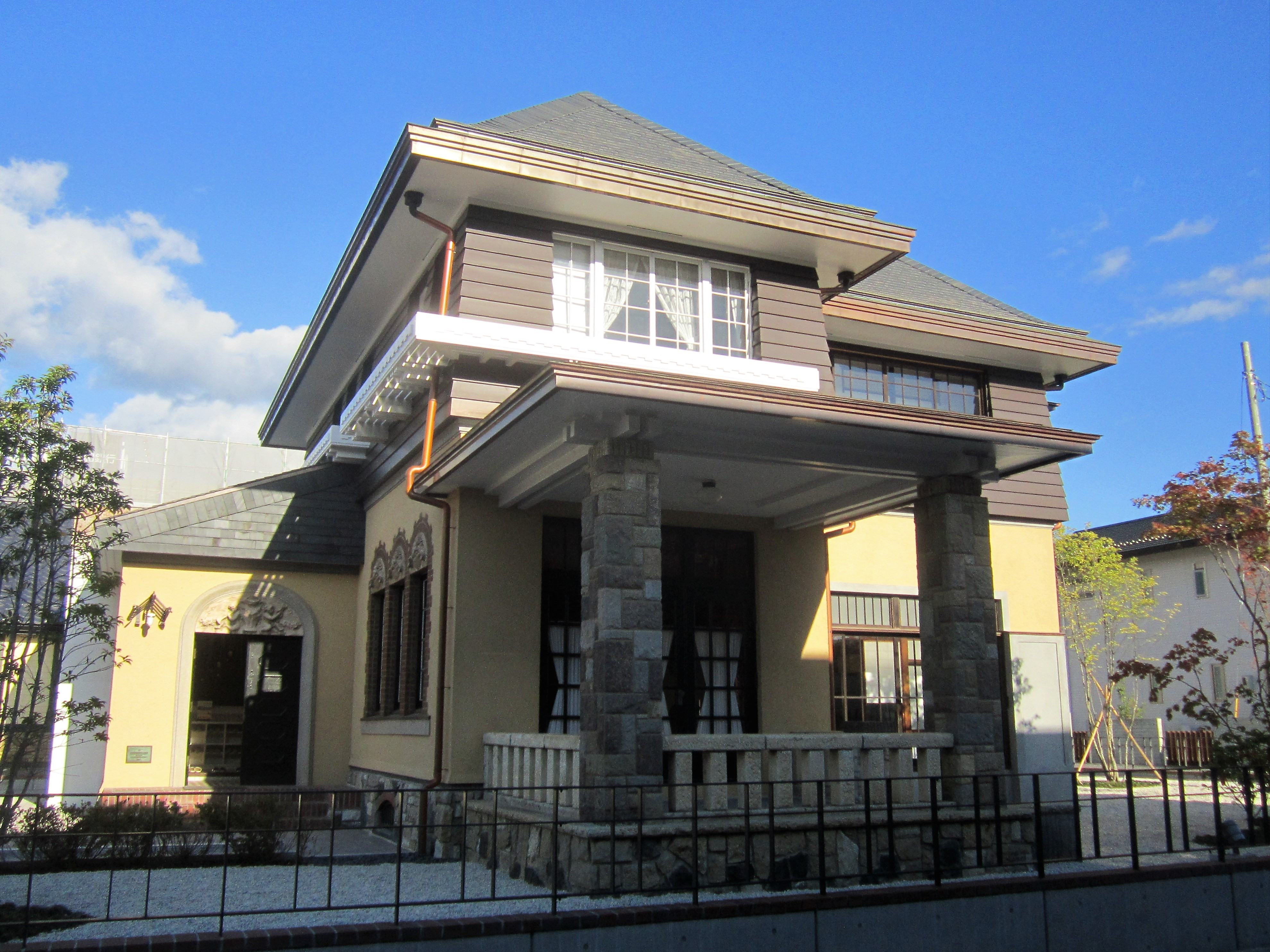
西側の石積みテラス